# Carmindy
Carmindy Kathryn Bowyer Acosta (Newport Beach, Califórnia, 26 de março de 1971) é uma maquiadora estado-unidense. Mora em Nova York e é mais conhecida por seu trabalho no programa de televisão What Not To Wear (Esquadrão da Moda). 
Trabalhou para as revistas InStyle, Elle, Marie Claire, Cosmopolitan, Self, Vogue, GQ, Essence e Details. 
Carmindy publicou dois livros: O Rosto de Cinco Minutos: o Guia de Maquiagem Fácil e Rápida para Toda Mulher ("The 5-Minute Face: The Quick and Easy Makeup Guide for Every Woman"), e Fique Completamente Linda: O Maior Guia para Parecer e Se Sentir Maravilhosa ("Get Positively Beautiful: The Ultimate Guide to Looking and Feeling Gorgeous").
Carmindy foi casada com Javier Acosta até 2017. Eles moram em Nova Iorque e têm uma casa em Miami.